# Sąd wiecowy
Sąd wiecowy – sąd wyższy I Rzeczypospolitej, rozpatrujący sprawy ważniejsze (np. o dobra dziedziczne) oraz sprawy przekazane mu przez sądy  grodzkie i ziemskie.
Wywodził się z sądu książęcego odbywanego na wiecu i przez to miał status sądu monarszego, co było o tyle istotne, iż szlachta osiadła mogła być sądzona jedynie przez sąd monarszy. Sąd ten, ze względu na swój możnowładczy charakter, był zwalczany przez ogół szlachty i wypierany przez sąd sejmikowy.
W Małopolsce w skład sądu wiecowego wchodzili: wojewoda, kasztelanowie, sędzia ziemski, podsędek i pisarz ziemski.
W Wielkopolsce w skład sądu wiecowego wchodził także starosta.